# Huguette Tiegna
Huguette Tiegna (ur. 1 kwietnia 1982 w Bangassogo) – francuska polityk reprezentująca partię Reneissance. 
Pochodzi z Burkina Faso.
W wyborach parlamentarnych w czerwcu 2017 została wybrana do francuskiego Zgromadzenia Narodowego, w którym do 2024 roku reprezentowała departament Lot. W wyborach parlamentarnych w 2024 roku startowała z list koalicji Ensemble, nie uzyskując reelekcji.